# Grafendorf bei Hartberg
Grafendorf bei Hartberg est une commune autrichienne du district de Hartberg en Styrie.